# John Johns
John Ezekiel Johns, Sr. (ur. 22 września 1925, Evanston, zm. 5 maja 2012, Evanston) – amerykański baseballista występujący na pozycji łapacza.
Johns studiował na University of Illinois at Urbana-Champaign, gdzie w latach 1944-1945, grał na pozycji łapacza w drużynie uniwersyteckiej  
Illinois Fighting Illini. W 1947 roku, podpisał kontrakt z Cleveland Indians, jednak w sezonie, występował tylko w klubie farmerskim tego zespołu - Union City Greyhounds. Rok później podpisał kontrakt z zespołem New York Yankees, jednak przez cały sezon występował jedynie w klubie farmerskim Blackstone Barristers.
Zmarł 5 maja 2012 w wieku 86 lat.

## Statystyki w minor leagues
Sezon zasadniczy
| Sezon              | Klub                                                 | G  | PA | AB  | R  | H  | 2B | 3B | HR | RBI | SB | CS | BB | SO | BA    | OBP | SLG   | OPS |
| ------------------ | ---------------------------------------------------- | -- | -- | --- | -- | -- | -- | -- | -- | --- | -- | -- | -- | -- | ----- | --- | ----- | --- |
| 1947               | Union City Greyhounds (klub farm. Cleveland Indians) | 33 | NO | 117 | NO | 28 | 1  | 1  | 0  | NO  | NO | NO | NO | NO | 0,239 | NO  | 0,265 | NO  |
| 1948               | Blackstone Barristers (klub farm. New York Yankees)  | 37 | NO | 136 | NO | 29 | 2  | 0  | 0  | NO  | NO | NO | NO | NO | 0,213 | NO  | 0,228 | NO  |
| Łącznie w karierze | Łącznie w karierze                                   | 70 | NO | 253 | NO | 57 | 3  | 1  | 0  | NO  | NO | NO | NO | NO | 0,225 | NO  | 0,245 | NO  |